# World Gold Council

Logo

Der World Gold Council ist eine globale Lobby-Organisation der Goldbergbauindustrie. Ziel der Organisation ist es, die Goldnachfrage zu stimulieren und zu erhalten. Die Organisation hat ihren Sitz in London und verfügt über Büros an weltweit sechs verschiedenen Standorten. Insgesamt werden 100 Mitarbeiter beschäftigt. Die Organisation wurde im Jahr 1987 von Goldbergbauunternehmen gegründet.

## Tätigkeit und Organisation
Die Organisation konzentriert sich bei der Förderung der Goldnachfrage auf die Sektoren:
- Investment, private und institutionelle Investoren
- Schmuck
- Technologie
- Öffentlicher Sektor, z. B. Regierungen und Zentralbanken

Vorstandsvorsitzender ist seit 2019 David Tait. Chef des Aufsichtsrates ist Randy Smallwood.

## Mitglieder
Die Organisation hat 28 Mitglieder. Diese Bergbauunternehmen stehen laut eigenen Angaben 2011 für etwa 60 % der weltweiten jährlichen Goldproduktion. Mit Stand November 2011 erwirtschafteten sie zusammen mehr als 80 Mrd. US$ Umsatz und verfügten über eine Marktkapitalisierung von 250 Mrd. US$. Die Mitglieder sind im Einzelnen:
- Agnico-Eagle Mines
- Alamos Gold
- Anglogold Ashanti
- Barrick Gold
- Buenaventura
- Calibre Mining Group
- Centerra Gold
- China Gold
- Eldorado Gold
- Endeavour Mining
- Franco-Nevada
- Gold Fields
- Hummingbird Resources
- Golden Star Resources
- Iamgold
- Kinross Gold
- Kirkland Lake Gold
- Newcrest Mining
- Newmont Mining
- OceanaGold
- Pretivm
- Resolute
- Royal Gold
- Shandong Gold
- Sibanye-Stillwater
- Teranga
- Wheaton Precious Metals
- Yamana Gold
- ZiJin

## Öffentlichkeitsarbeit
Im Zusammenhang mit der Goldförderung werden von Medien und Nichtregierungsorganisationen in der Hauptsache zwei Kritikpunkte genannt: Umweltschäden bei der Gewinnung und der Beitrag zur Finanzierung von Bürgerkriegen, den Gold aus Krisenregionen leistet. Eng damit zusammen hängen Probleme der Ausbeutung und der willkürlichen Landnahme.
Die Organisation versucht, mit verschiedenen Maßnahmen die Kritikpunkte zu beseitigen bzw. zu verbessern. So gibt es unter anderem eine Initiative zur Nachhaltigkeit der Goldförderung. Hierbei sollen durch Selbstverpflichtungen und Zertifizierung von Umweltmanagementsystemen nach ISO 14001 die Mitgliedsunternehmen dazu angehalten werden, die Umweltauswirkungen der Förderung zu minimieren und sich dem International Cyanide Management Code zu unterwerfen.
Die Organisation veröffentlichte mehrere Schriften zu diesen Themen:
- Dezember 2008: Safeguarding workplace and community health: how goldmining companies are fighting HIV/AIDS, tuberculosis and malaria[11]
- September 2009: The golden building block: gold mining and the transformation of developing economies
- 2010: The economic contribution of large-scale gold mining in Peru[12]

Der Verwendung von Erlösen aus der Goldförderung zur Finanzierung von Bürgerkrieg und Gewalt soll durch sogenanntes konfliktfreies Gold (englisch conflict-free gold) begegnet werden. Neues Gold aus Konflikt- oder Hochrisikogebieten soll vom Bergwerk bis zum Ende des Raffinerieprozesses lückenlos zertifiziert und dokumentiert werden. Damit soll nachvollziehbar gemacht werden, unter welchen Bedingungen das Gold abgebaut wurde.